# Charles de Cuttoli
Charles de Cuttoli, né le 15 août 1915 à Sartène et mort le 11 décembre 2007 à Neuilly-sur-Seine, est un homme politique français.

## Détail des fonctions et des mandats
Mandat parlementaire
- 2 octobre 1974 - 25 septembre 1983 : Sénateur des Français établis hors de France